# Хижинцы (Черкасская область)
Хи́жинцы (укр. Хижинці) — село в Лысянском районе Черкасской области Украины.
Население по переписи 2001 года составляло 711 человек. Почтовый индекс — 19320. Телефонный код — 4749. 
В селе есть школа имени Тищика (Героя Советского Союза).
В селе родился Герой Советского Союза Аким Савенко.

## Местный совет
19320, Черкасская обл., Лысянский р-н, с. Хижинцы.